# Виживання найтовстіших
«Виживання найтовстіших» (англ. Survival of the Thickest) — американський серіал 2023 року у жанрі комедії, драми та створений компаніями Lunch Bag Snail Productions, A24. В головних ролях — Мішель Буто, Тоне Белл, Таша Сміт, Крістін Хорн.
Серіал вийшов на Netflix 13 липня 2023 року.
Серіал має 1 сезон. Завершився 8-м епізодом, який вийшов у ефір 13 липня 2023 року.

## Сюжет
Після болісного розриву пристрасна стилістка Мевіс Бомонт користується нагодою почати життя та кохання заново, шукаючи щастя на власних умовах.

## Актори та персонажі

### Головні
| Актор       | Роль         |
| ----------- | ------------ |
| Мішель Буто | Мевіс Бомонт |
| Тоне Белл   | Халіл        |
| Таша Сміт   | Марлі        |

### Повторювані
| Актор              | Роль       |
| ------------------ | ---------- |
| Гарсель Бове       | Наташа     |
| Анісса Фелікс      | Індія      |
| Peppermint         | Peppermint |
| Тейлор Зеле        | Жака       |
| Маруан Дзотті      | Лука       |
| Мішель Візаж       | Евері      |
| Сара Купер         | Сідні      |
| Ентоні Майкл Лопес | Брюс       |
| Ліза Трейгер       | Джейд      |
| Аллан К. Вашингтон | Трент      |

## Сезони
| Сезон | Епізоди | Епізоди | Оригінальний показ | Оригінальний показ | Оригінальний показ |
| Сезон | Епізоди | Епізоди | Перший показ       | Останній показ     | Мережа             |
| ----- | ------- | ------- | ------------------ | ------------------ | ------------------ |
| 1     | 8       | 8       | 13 липня 2023      | 13 липня 2023      | Netflix            |

## Список серій

### Сезон 1 (2023)
| № | # | Назва                                                                      | Режисер       | Сценарист                           | Перший ефір у США |
| --- | - | -------------------------------------------------------------------------- | ------------- | ----------------------------------- | ----------------- |
| 1 | 1 | «Не дай своїм квітам засохнути, сучко!» «Keep Your Plants Watered, Bitch.» | Лінда Мендоса | Мішель Буто, Деніелл Санчес-Вітцель | 13 липня 2023     |
| Приголомшливе відкриття розбиває серце Мевіс і змушує її почати все спочатку. Вона дає собі волю, а після бурхливої ночі з колишнім колегою розкриває йому свої наміри.         |   |                                                                            |               |                                     |                   |
| 2 | 2 | «Тримай усе під контролем, сучко!» «Be A Bad Boss Bitch, Bitch!»           | Лінда Мендоса | Грейс Едвардс                       | 13 липня 2023     |
| Мевіс звикає до самотнього життя та працює з колишньою супермоделлю, вчинок якої спричиняє резонанс і змушує Мевіс подивитися на ситуацію з іншого боку.                        |   |                                                                            |               |                                     |                   |
| 3 | 3 | «Що ти зробила привселюдно, сучко?» «You Did What in Public, Bitch?»       | -             | Соломон Джорджо                     | 13 липня 2023     |
| Мевіс розв’язує проблему з гардеробом дреґ-королеви й вирушає на пізнє побачення з привабливим незнайомцем, яке завершується складною ситуацією.                                |   |                                                                            |               |                                     |                   |
| 4 | 4 | «Ти що, плачеш, сучко?» «Are You Crying, Bitch?»                           | Кім Нгуєн     | Емілі Файтмастер                    | 13 липня 2023     |
| Мевіс готується до важливого весілля, водночас намагаючись задовольнити вимоги клієнтів і розв’язати особисті проблеми. Марлі отримує цікаву пропозицію. Халіл робить крок.     |   |                                                                            |               |                                     |                   |
| 5 | 5 | «Будь-якої неділі, сучко!» «It's Any Given Sunday, Bitch!»                 | -             | Іан Едвардс                         | 13 липня 2023     |
| Несподіваний візит змушує Мевіс сумніватись у власних рішеннях і стосунках на відстані. Зустріч із расисткою застає Халіла зненацька.                                           |   |                                                                            |               |                                     |                   |
| 6 | 6 | «Вчини правильно, сучко!» «Do the Right Thang, Bitch.»                     | -             | Хілларі Хандельсман                 | 13 липня 2023     |
| Мевіс береться за омріяний проєкт — колекцію спідньої білизни, зробленої за принципами позитивного ставлення до тіла. Але коли починаються конфлікти, їй важко встановити межі. |   |                                                                            |               |                                     |                   |
| 7 | 7 | «Не тримай це в собі, сучко!» «Let it Out, Bitch!»                         | -             | Деніелл Санчес-Вітцель, Юлія Ліндон | 13 липня 2023     |
| Проблема зі здоров’ям змушує стривожену Мевіс шукати вихід із ситуації та зважувати можливі варіанти. Батьки переконують її дати колишньому ще один шанс.                       |   |                                                                            |               |                                     |                   |
| 8 | 8 | «Заради великої мети, сучко!» «For a Bigger Purpose, Bitch.»               | -             | Мішель Буто                         | 13 липня 2023     |
| Під час напруженої вечері Халіл опиняється в пікантній ситуації. Мевіс улаштовує особливий випускний, потрапляє в скрутне становище й мусить вибрати, чого насправді хоче.      |   |                                                                            |               |                                     |                   |

## Відгуки критиків
| Сезон | Відгуки критиків  | Відгуки критиків |
| Сезон | Rotten Tomatoes   | Metacritic       |
| ----- | ----------------- | ---------------- |
| 1     | 67 % (6 рецензій) | 67 (5 рецензій)  |

#### Сезон 1
На сайті-агрегаторі рецензій Rotten Tomatoes перший сезон має 67 % «свіжості» на основі 6 рецензій із середнім рейтингом 7,5/10.
На Metacritic серіал отримав 67 балів зі 100 на основі 5 рецензій від кінокритиків, що свідчить про «загалом змішані рецензії».